# Ажеде
Ажеде (фр. Hagedet) насеље је и општина у јужној Француској у региону Миди Пирене, у департману Горњи Пиринеји која припада префектури Тарб.
По подацима из 2011. године у општини је живело 48 становника, а густина насељености је износила 21,72 становника/km². Општина се простире на површини од 2,21 km². Налази се на средњој надморској висини од 300 метара (максималној 273 m, а минималној 155 m).

## Демографија
| 1962. | 1968. | 1975. | 1982. | 1990. | 1999. | 2011. |
| ----- | ----- | ----- | ----- | ----- | ----- | ----- |
| 51    | 53    | 42    | 34    | 43    | 40    | 48    |

График промене броја становника у току последњих година